# 라파엘 팔메이로
라파엘 팔메이로(Rafael Palmeiro, 1964년 9월 24일-)는 쿠바 출생의 전 메이저 리그 베이스볼 1루수 출신의 야구 선수이다.
그는 4번의 올스타(1988년, 1991년, 1998년-1999년)와 3번의 골든 글러브(1997년-1999년) 수상, 2번의 실버 슬러거(1998년-1999년)를 수상하였고 역대 5명 뿐인 3,000안타와 500홈런을 동시에 때리기도 하였다.
하지만 2005년 의회 청문회에서 팔메이로는 스테로이드 복용을 부인하였으나 이후 적발되어 야구 인생이 끝난 것은 물론 명예의 전당 자격이 주어지는 5%도 넘지 못해 다시는 명예의 전당에 헌액되지도 못하는 신세이다.(2014년 명예의 전당 투표에서 전체 571명 중 25명한테만 찬성표를 얻어 4.4%만 득표)
선수 시절 켄 그리피 주니어와 함께 아름다운 스윙이라 불리기도 하였다.

## 프로 이전
팔메이로는 1964년 9월 24일 쿠바의 수도 아바나에서 출생하였다. 팔메이로는 마이애미 잭슨 고등학교를 나와 1982년 8라운드에서 뉴욕 메츠의 지명을 받았으나 사인하진 않았다. 이후 미시시피주립대학교로 진학하였고 SEC(미국 남동부 대학리그)에서 트리플 크라운을 달성하였고 1985년 시카고 컵스에 입단하였다.

## 메이저 리그로(1986-2005)

### 시카고 컵스
1986년 9월 8일 리글리 필드에서 열린 필라델피아 필리스전에서 메이저 리그 데뷔전을 치른다.
컵스에서는 주로 좌익수와 1루수를 맡았지만 1989년 텍사스 레인저스로 이적한 뒤에는 지명타자를 맡았다.
1988년, 팔메이로는 미치 윌리엄스, 폴 클리구스, 스티브 윌슨, 커티스 윌커슨, 루이스 베니테스, 그리고 파블로 델가도에 대한 대가로 제이미 모이어와 드류 홀과 함께 텍사스 레인저스로 트레이드되었다.

### 500홈런, 3,000안타
데뷔 후 9시즌 동안 373개의 홈런을 쳤고 마침내 2003년 5월 11일 클리블랜드 인디언스와의 경기에서 데이비드 엘더를 상대로 통산 500호 홈런을 달성하고 2년 후 행크 애런, 윌리 메이스, 에디 머레이 다음으로 3,000안타와 500홈런을 모두 달성한 4번째 선수가 되었다.(2005년 7월 15일에 달성)
2005년 볼티모어와 계약에 실패한 뒤 FA신분으로 새 팀을 찾으려 하였으나 약물 파동으로 결국 은퇴하였다.

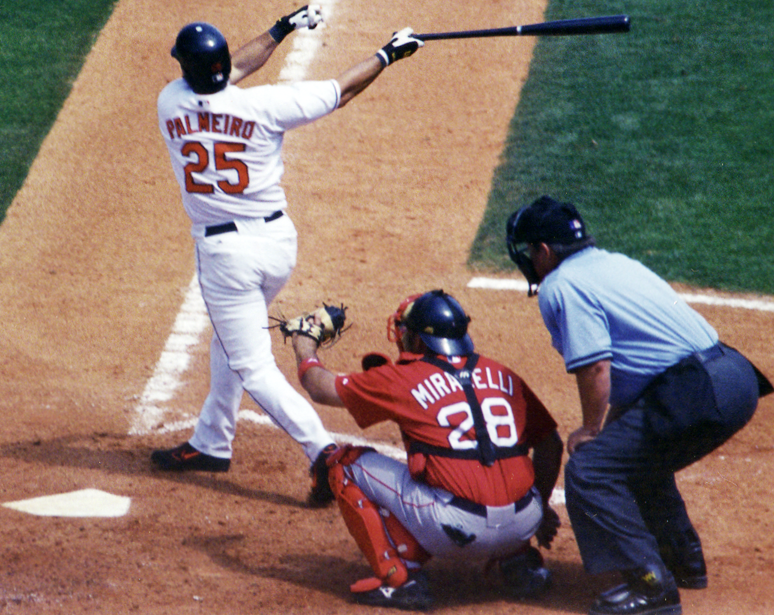
팔메이로가 2005년 스프링 캠프에서 볼티모어 오리올스와 보스턴 레드삭스와의 경기에서 스윙을 하고 있다.

## 스테로이드
2005년 3월, 샌프란시스코에서 열린 청문회에서 라파엘 팔메이로는 다음과 같이 말했다.
| “ | 저는 절대 스테로이드를 하지 않았습니다. | ” |
|   | — 라파엘 팔메이로, 2005년 의회 청문회   |   |

하지만 3,000안타와 500홈런 클럽을 동시에 가입하게 된 보름 뒤 스테로이드 테스트에 적발이 되었고 결국 2005년을 끝으로 종적을 감추게 되었다.

## 같이 보기
- 500 홈런 클럽